# Maria Sofia del Palatinat-Neuburg
Maria Sofia Isabel del Palatinat-Neuburg (Castell de Bravath 1666 - Lisboa, 1699) va ser reina consort de Portugal (1687-1699) pel seu matrimoni amb Pere II.

## Orígens familiars
Nasqué el 6 d'agost de 1666 a Benrath, al ducat de Juliers. Va ser filla de Felip Guillem de Neuburg i d'Elisabet Amàlia de Hessen-Darmstadt, filla de Jordi II de Hessen-Darmstadt.
La seva germana Elionor de Neuburg es casà amb Leopold I d'Àustria i una altra, Marianna del Palatinat-Neuburg, es casà amb Carles II de Castella.

## Reina de Portugal
Va ser la segona esposa de Pere II de Portugal, amb qui es va casar a Lisboa el 2 de juliol de 1687. El matrimoni es va acordar després de la mort de Maria Francesca de Savoia, que havia tingut només una filla, fet que va obligar al Consell d'Estat de Portugal a demanar al rei que tornés a casar-se. El rei inicialment va refusar la idea, però finalment va accedir a causa de pressions polítiques. Del matrimoni en van néixer diversos fills:
- Joan (1688).
- Joan V de Portugal (1689-1750).[1]
- Francesc (1691-1742). Duc de Beja i condestable de Portugal.
- Antoni (1695-1747).
- Teresa (1696-1704).
- Manuel (1697-1766)
- Francesca (1699-1736)

Va fundar un col·legi de jesuïtes a Beja.
Va morir el 4 d'agost de 1699, a Lisboa, víctima de l'erisipela, que va afectar-li tota el cap i la cara, provocant-li febres i deliris.